# Albino Farm
Albino Farm est un film d'horreur américain réalisé par Joe Anderson, mettant en vedette la superstar de la WWE Christopher Keith Irvine mieux connu sous le nom de Chris Jericho.

## Synopsis
Le film suit quatre étudiants qui, en explorant les montagnes Ozark pour une attribution de milieu de mandat sur l'Amérique rurale, se retrouvent face à face avec une communauté de rednecks habitant une grotte.

## Distribution
- Tammin Sursok : Stacey
- Chris Jericho : Levi
- Alex Neustaedter : Samuel
- Richard Christy : Caleb
- Duane Whitaker : Jeremiah
- Sunkrish Bala : Sanjay
- Nick Richel : Brian
- Alicia Lagano : Melody
- Kevin Spirtas : Le prédicateur
- Christopher Michael White : Jacob